# Comuna Racikî, Volodarka
Racikî (în ucraineană Рачки) este o comună în raionul Volodarka, regiunea Kiev, Ucraina, formată din satele Racikî (reședința) și Ratuș.

## Demografie
Componența lingvistică a comunei Racikî
     Ucraineană (100%)
Conform recensământului din 2001, toată populația comunei Racikî era vorbitoare de ucraineană (100%).